# Imperial Oil
Imperial Oil  Ltd. es una empresa petrolera canadiense con sede en Calgary, Canadá. La empresa está incluida en el índice S&P/TSX 60.
La empresa está controlada por la estadounidense ExxonMobil. La sede de la empresa se desplazó en 2005 de Toronto a Calgary. La empresa fue fundada en 1880. La empresa explota y comercializa gas natural y petróleo.

## Participaciones (selección)
- Syncrude Canada